# En el oeste se puede hacer... amigo
En el oeste se puede hacer... amigo (en italiano: Si può fare... amigo, en francés: Amigo, mon colt a deux mots à te dire) es una coproducción  española, italiana y francesa de 1972 dirigida por Maurizio Lucidi y protagonizada por Bud Spencer y Jack Palance, de género spaghetti western.

## Reparto
- Bud Spencer - Hiram Coburn
- Jack Palance - Sonny Bronston
- Renato Cestiè - Chip Anderson
- Francisco Rabal - Franciscus
- Dany Saval - Mary Bronston
- Luciano Catenacci - James
- Roberto Camardiel - El borracho
- Franco Giacobini -  El hombre que come barro
- Serena Michelotti - La viuda Warren
- Manuel Guitián
- Salvatore Borghese
- Marcello Verziera
- Dominique Badou
- Luciano Pigozzi
- Dalila Di Lazzaro
- Dante Cleri